# ウェスターン・サンセット
『ウェスターン・サンセット』(Western Sunset) は、住吉敞とワゴン・スターズ、ジミー時田とマウンテン・プレイボーイズの共同名義アルバム。
住吉敞とワゴン・スターズは、ワゴン・エースを脱退した住吉敞と佐野淳を中心としたメンバーにより、ジャズ喫茶銀座テネシーのバックアップで1959年秋に結成。ポリドール専属歌手もである竹田公彦のバック・バンドとしてシングル数枚をレコーディング。小坂一也主演の映画「恋の片道切符」(松竹、1960年4月15日公開)にも出演。後にリーダーが住吉から多田正幸に交代。エレクトリック・バンドに変貌を遂げ、V.A.『狂熱のエレキ・ギター合戦』(ポリドール SLJM-1211、1965年12月)に参加。
ジミー時田(本作のジャケットおよびレーベルでは「Jimmy Tokida」と綴られている)とマウンテン・プレイボーイズは、本作が初のレコーディング作品となる。キングレコード専属での初作『駅馬車からバファロー大隊まで』では、スティール・ギターが松平直久から藤井三雄、ギターが名倉章から寺内タケシに交代している。
なお、両バンドのリーダーである住吉と時田は、晩年まで親交が深かったという。

## 収録曲
Side 1
1. ユア・チーティン・ハート - Your Cheatin' Heart
2. 北風 - North Wind
3. カウ・ライジャ - Kaw-Liga
4. ジャンバラヤ - Jambalaya
5. ロッキーに春来れば - When It's Springtime in the Rockies

Side 2
1. カウボーイの夢 - The Cowboy's Dream
2. マリー・ダーリン - Mary Darling
3. タンブリング・タンブルウィーズ - Tumbling Tumbleweeds
4. テネシー・ワルツ - Tennessee Waltz
5. レッド・リヴァー・ヴァレー - Red River Valley

## パーソネル
住吉敞とワゴン・スターズ (Side 1)
- 住吉敞 (唄*1-1、ベース)
- 藤本精一 (フィドル)
- 多田正幸 (スティール・ギター)
- 上原正一 (電気ギター)
- 佐野淳 (電気ギター)
- 辻本征太郎 (ドラムス)
- 竹田公彦 (唄*1-2,4、ギター)
- 林洋介 (唄*1-3、ギター)
- 高橋わたる[2] (唄*1-5)

ジミー時田とマウンテン・プレイボーイズ (Side 2)
- ジミー時田 (ヴォーカル、ギター)
- 碇矢長一 (ベース)
- 松平直久 (スチール・ギター)
- 名倉章 (リズム・ギター、バンジョー)
- 宮城久弥 (フィドル)